# Michael Reaves
James Michael Reaves, född 14 september 1950 i San Bernardino, Kalifornien, död 20 mars 2023 i Los Angeles, Kalifornien, var en amerikansk manusförfattare, främst känd för sina bidrag till animerade TV-serier från 1980- och 90-talen, som Disney's Gargoyles, Drakar & Demoner och Batman: The Animated Series. Han skrev även böcker och samarbetade mycket med Steve Perry.
År 1993 vann han en Daytime Emmy Award för sitt arbete med Batman: The Animated Series.

### Fotnoter
1. ↑  Michael Reaves, TV, Prose and Comics Writer, Dead at 72 (engelska)
2. ↑  ”Lucci Loses Emmy for 14th Time : Television: She's beat out of best actress honors by 'Another World's' Linda Dano. CBS' 'Young and Restless' wins the best drama series award” (på engelska). Los Angeles Times. 28 maj 1993. http://articles.latimes.com/1993-05-28/entertainment/ca-40748_1_linda-dano. Läst 8 november 2015.